# Diagnostic du syndrome d'Asperger
Pour un article plus général, voir Syndrome d'Asperger.
Le diagnostic du syndrome d'Asperger, un trouble du spectre autistique (TSA), est rendu difficile en raison de plusieurs facteurs. Comme les autres TSA, le syndrome d'Asperger se caractérise par un déficit dans les rapports sociaux, avec des intérêts restreints et des comportements répétés. Il est globalement considéré comme différencié des autres TSA par l'absence de retard de langage. Le diagnostic peut être influencé par des désaccords et des controverses, notamment sur la nécessité de différencier le syndrome d'Asperger des autres formes d'autisme, et en particulier de l'autisme à haut niveau de fonctionnement. Des cas de sous et de sur-diagnostics sont constatés dans différents pays, pour des raisons variables. Comme pour toutes les formes d'autisme, le diagnostic précoce est un élément important pour une meilleure prise en charge. Le diagnostic différentiel permet de rassembler des informations précieuses.

## Historique des différentes classifications
La première description du syndrome par Hans Asperger ne définissait pas de critères diagnostiques. Elle est redécouverte et traduite beaucoup plus tard, en 1981. Une conférence internationale est organisée à Londres en 1988 entre différents chercheurs sur l'autisme, pour permettre de dégager des critères diagnostiques au sein de cette nouvelle aire du spectre autistique. Les premiers critères sont définis en 1989. Ils  servent de base aux définitions CIM-10 et DSM-IV.

### CIM-10
La Classification internationale des maladies (CIM-10), publiée par l'Organisation mondiale de la santé (OMS) en 1993, codifie le syndrome d'Asperger (F84.5) et le désigne en tant que syndrome de validité nosologique incertaine, caractérisé par une altération qualitative des interactions sociales réciproques, semblable à celle observée dans l'autisme, associée à un répertoire d'intérêts et d'activités restreint, stéréotypé et répétitif. Il se différencie de l'autisme essentiellement par le fait qu'il ne s'accompagne pas d'un retard ou d'une déficience du langage ou du développement cognitif. La description précise qu'une maladresse physique est souvent observée et que les troubles persistent, notamment par des « épisodes psychotiques au début de l'âge adulte ». Les critères sont presque identiques à ceux du DSM-IV, le CIM-10 ajoutant seulement que la maladresse physique est fréquente (sans constituer nécessairement un critère de diagnostic) et que des compétences isolées spécifiques, souvent liées à des préoccupations anormales, sont fréquentes mais non requises pour le diagnostic. L'exigence du DSM-IV pour une altération cliniquement significative dans les domaines sociaux, professionnels, ou d'autres domaines importants du fonctionnement, ne sont pas inclus dans la CIM-10,.
Cette définition est critiquée pour son caractère restrictif et sa tendance à faire passer le syndrome d'Asperger pour une maladie aux yeux des personnes non spécialistes.

### DSM-IV
La 4e édition du Manuel diagnostic et statistique des troubles mentaux (DSM-IV) fait figurer pour la première fois le syndrome d'Asperger au sein des troubles envahissants du développement : DSM-IV F84.5 [299.80] syndrome d'Asperger. Le syndrome d'Asperger est décrit comme un trouble envahissant du développement, défini par un ensemble de symptômes plutôt qu'un seul. Il se caractérise par un déficit dans les rapports sociaux, par des stéréotypies et des intérêts restreints, sans retard cliniquement significatifs dans le développement cognitif et le langage. Les déficits peuvent se révéler importants et affecter divers domaines. Le diagnostic du syndrome d'Asperger est exclu s'il rencontre les critères de l'autisme classique. L’intérêt intense pour un sujet particulier, une verbosité ciblée, une prosodie réduite et la maladresse physique sont caractéristiques de ce syndrome, mais non-requis pour le diagnostic.
1. Altération qualitative des interactions sociales, comme en témoignent au moins deux des éléments suivants :
  1. altération marquée dans l'utilisation, pour réguler les interactions sociales, de comportements non verbaux multiples, tels que le contact visuel, la mimique faciale, les postures corporelles et les gestes
  2. incapacité à établir des relations avec les pairs correspondant au niveau du développement
  3. le sujet ne cherche pas spontanément à partager ses plaisirs, ses intérêts ou ses réussites avec d'autres personnes (p. ex. il ne cherche pas à montrer, à désigner du doigt ou à apporter les objets qui l'intéressent)
  4. manque de réciprocité sociale ou émotionnelle
2. Caractère restreint, répétitif et stéréotypé, des comportements, des intérêts et des activités, comme en témoigne au moins un des éléments suivants :
  1. préoccupation circonscrite à un ou plusieurs centres d'intérêt stéréotypés et restreints, anormale soit dans son intensité, soit dans son orientation
  2. adhésion apparemment inflexible à des habitudes ou à des rituels spécifiques et non fonctionnels
  3. maniérismes moteurs stéréotypés et répétitifs (par exemple battements ou torsions des mains ou des doigts, mouvements complexes de tout le corps)
3. La perturbation entraîne une altération cliniquement significative du fonctionnement social, professionnel, ou dans d'autres domaines importants.
4. Il n'existe pas de retard général du langage significatif sur le plan clinique (p.ex. le sujet a utilisé des mots isolés vers l'âge de 2 ans et des phrases à valeur de communication vers l'âge de 3 ans).
5. Au cours de l'enfance, il n'y a pas eu de retard significatif sur le plan clinique dans le développement cognitif ni dans le développement, en fonction de l'âge, des capacités d'autonomie, du comportement adaptatif (sauf dans le domaine de l'interaction sociale) et de la curiosité pour l'environnement.
6. Le trouble ne répond pas aux critères d'un autre trouble envahissant du développement spécifique, ni à ceux d'une schizophrénie.

Les critères de diagnostic du DSM-IV ont suscité quelques réserves techniques. En particulier, Tony Attwood formule deux critiques principales de ces critères. Premièrement, le DSM-IV fait de l'autisme et du syndrome d'Asperger deux diagnostics incompatibles (avec une règle hiérarchique faisant qu'en cas de double diagnostic d'autisme et de syndrome d'Asperger, le diagnostic d'autisme l'emporte). Le DSM-IV distingue l'autisme du syndrome d'Asperger sur la base du retard du langage, un critère fragile et qui perd toute pertinence chez les adolescents et les adultes. La deuxième réserve de Tony Attwood porte sur le point numéro 4, qui exclut les enfants ayant un retard du langage du diagnostic du syndrome d'Asperger. Dans les faits, beaucoup d'enfants avec le syndrome d'Asperger ont eu un retard du langage. De plus, l'exemple que donne le DSM-IV correspond bel et bien à un enfant ayant un retard du langage.

### DSM-5
Dans la version du Manuel diagnostic et statistique des troubles mentaux parue en 2013, le syndrome d'Asperger n'est plus classé en tant que trouble à part. Il figure dans la section du trouble du spectre autistique (TSA). Sous cette nouvelle proposition de classification, les cliniciens notent la sévérité des symptômes cliniques présents dans le TSA (sévère, moyen ou modéré). Cette position est justifiée par « l’absence de preuve forte et consensuelle pour affirmer la différence entre syndrome d’Asperger (SA) et autisme de haut niveau, et par le manque de validité des critères diagnostiques du SA ». Elle est contestée par certains cliniciens et patients, qui préfèrent en rester à la définition du DSM-IV. Cependant, elle permet d'appréhender l’autisme comme une variante du fonctionnement cognitif humain, et donc de défendre le concept de neurodiversité : il s'agirait alors davantage d'un enjeu éthique que d'une décision scientifique.

### CFTMEA
La Classification française des troubles mentaux de l'enfant et de l'adolescent (CFTMEA), classe en 1.03 le Syndrome d'Asperger, et le définit comme la « présence d'un syndrome autistique sans retard du développement cognitif et surtout du développement du langage. L'autonomie de ce syndrome par rapport à l'autisme infantile, et notamment aux formes d'autisme dites « de haut niveau » est discutée. C'est notamment dans de tels cas qu'ont été décrites des capacités particulières dans certains domaines (mémoire, calcul, etc.), isolées de l'ensemble du fonctionnement psychique. »

## Fiabilité
Le diagnostic du syndrome d'Asperger peut être difficile car il y a un manque de dépistage en diagnostic normalisé pour ce syndrome. Selon l'Institut national des troubles neurologiques et des maladies des États-Unis, les médecins recherchent la présence d'un ensemble de comportements pour faire un diagnostic, tels que le contact oculaire anormal, la distanciation, l'absence de réponse quand l'enfant est appelé par son nom, l'échec à utiliser des gestes, le manque de jeu interactif avec les autres et un manque d'intérêt pour les pairs. Les diagnostics du syndrome d'Asperger et de l'autisme à haut niveau de fonctionnement sont parfois utilisés de manière interchangeable ; le même enfant peut recevoir différents diagnostics en fonction de l'outil de dépistage et de la personne qui réalise les tests. Les diagnostics peuvent être influencés par des questions non-techniques, telles que la disponibilité des prestations gouvernementales pour une condition, mais pas une autre.
Des organisations de défense et de soutien aux parents ont proliféré autour du syndrome d'Asperger. Cela a probablement abouti à des diagnostics plus fréquents. Le diagnostic peut être donné comme « diagnostic résiduel » aux enfants d'intelligence normale qui ne répondent pas aux critères de diagnostic pour l'autisme, mais qui ont des difficultés sociales.
Les sous et sur-diagnostics sont des problèmes dans certains cas précis : la popularité croissante des options de traitement et l'expansion des prestations ont incité à diagnostiquer les TSA, conduisant à des sur-diagnostics d'enfants présentant des symptômes incertains. À l'inverse, le coût du dépistage et la difficulté à obtenir une compensation financière peuvent inhiber ou retarder le diagnostic. D'après Tony Attwood, le diagnostic des femmes est plus difficile que celui des hommes, en raison de leur capacité à masquer délibérément leurs difficultés dans les interactions sociales.

## Procédure
Chez les enfants, le dépistage d'un trouble envahissant du développement peut survenir lors d'un contrôle de routine par un médecin généraliste ou un pédiatre, qui peut identifier des signes qui justifient une enquête plus approfondie. Cela exige une évaluation globale de l'équipe pour confirmer ou exclure un diagnostic de syndrome d'Asperger. Cette équipe comprend habituellement un psychologue, un neurologue, un psychiatre, un orthophoniste, un ergothérapeute et d'autres professionnels ayant une expertise dans le diagnostic des enfants avec SA,. L'observation des troubles peut se produire dans de multiples contextes, le handicap social du SA étant plus évident pendant des périodes où les attentes sociales ne sont pas claires, et où les enfants sont libres de directives de la part des adultes. Le test de Rorschach a démontré sa fiabilité pour le diagnostic, les Asperger ont la particularité d'y voir peu de contenu humain.
Une évaluation globale comprend une évaluation neurologique et génétique, avec des tests de cognition et de langage pour établir le QI et évaluer la fonction psychomotrice, les forces et les faiblesses verbales, le style d'apprentissage et les compétences pour mener une vie autonome. Une évaluation des forces et des faiblesses de communication comprend l'évaluation des formes de communication non verbales (regard et gestes), l'utilisation d'un langage non littéral (métaphore, ironie, humour et absurdités), les inflexions du langage, le stress et le volume (capacité à voir quand c'est son tour de parler et sensibilité aux indices verbaux), le contenu, la clarté et la cohérence de la conversation. Le test peut inclure une référence en audiologie pour exclure une déficience auditive. La détermination de l'existence d'une histoire familiale de troubles du spectre de l'autisme est importante. Un médecin peut diagnostiquer sur la base des résultats des tests, de l'histoire du développement de la personne, et de ses symptômes actuels. Plusieurs domaines de fonctionnement sont impliqués, une approche d'équipe multidisciplinaire est essentielle. Une évaluation précise des forces et des faiblesses de l'individu est plus utile qu'une étiquette de diagnostic. Une erreur ou un retard de diagnostic est un problème grave qui peut être traumatisant pour les individus et les familles. Un diagnostic basé uniquement sur les données neurologiques, la parole ou le niveau de scolarité peut donner un diagnostic partiel.
Les progrès de la génétique permettent aux généticiens cliniques de lier environ 40 % des cas de TSA à des causes génétiques. D'après une étude, le rendement diagnostique pour le SA, le TEDNS et l'autisme atypique est similaire à celui de l'autisme classique. Le diagnostic génétique est relativement cher, de plus le dépistage génétique est généralement peu pratique. Les tests génétiques soulèvent plusieurs questions éthiques, juridiques et sociales. La disponibilité commerciale de tests peut précéder la compréhension adéquate de la façon d'utiliser les résultats des tests, étant donné la complexité de la génétique.

## Diagnostic précoce
Les parents d'enfants atteints de SA peuvent généralement repérer les différences dans le développement de leurs enfants dès 30 mois d'âge, bien que le diagnostic ne soit pas fait en moyenne avant l'âge de 11 ans. Par définition, les enfants développent leur langage et leurs compétences d'auto-assistance dans les délais prévus, de sorte que les premiers signes peuvent ne pas être apparents. Le syndrome peut ne pas être diagnostiqué jusqu'à la fin de l'adolescence ou même la vieillesse. Le déficit de l'interaction sociale n'est parfois pas évident jusqu'à ce qu'un enfant atteint l'âge où ces comportements deviennent importants. Les  déficits sociaux sont souvent remarqués quand les enfants rencontrent des pairs dans la garderie ou en âge préscolaire.
Le diagnostic peut survenir entre l'âge de 4 et 11 ans, une étude suggère qu'il pourrait ne pas être fiable avant l'âge de 4 ans.

## Diagnostic différentiel
Un certain nombre de conditions peuvent être diagnostiquées à tort à la place du syndrome d'Asperger, conduisant à des médications inutiles, voire qui vont aggraver la condition. Cela peut être à l'origine de maladies mentales résistantes au traitement chez les adultes. La confusion dans le diagnostic pèse sur les individus et leurs familles et peut les amener à chercher des thérapies inutiles. Les conditions qui doivent être considérés dans un diagnostic différentiel comprennent d'autres troubles envahissants du développement (autisme infantile, PDD-NOS, trouble désintégratif de l'enfance, syndrome de Rett), schizophrénie, trouble de la personnalité schizoïde, hyperactivité avec déficit d'attention, trouble obsessionnel compulsif, dépression, trouble atypique du développement et trouble de l'apprentissage non verbal.
La différenciation entre le SA et d'autres TSA repose sur le jugement des cliniciens expérimentés. Il y a beaucoup de chevauchement entre le syndrome d'Asperger et le trouble de l'apprentissage non verbal : les deux ont la lecture précoce parmi leurs symptômes, la verbosité et la maladresse. Ils diffèrent dans l'intérêt restreint des enfants, les comportements répétitifs et les interactions sociales moins typiques. La maladie de Gilles de la Tourette doit aussi être prise en compte dans le diagnostic différentiel : « c'est chez les individus ne présentant pas de retard mental sur le spectre autistique, surtout ceux qui pourraient présenter un syndrome d'Asperger, que les différences avec les personnes moins gravement touchés par les TS et les troubles obsessionnels compulsifs peuvent devenir floues, ou que les deux troubles peuvent coexister ».
D'autres troubles doivent être examinés, parmi lesquels le mutisme sélectif, les mouvements stéréotypés (en) et le trouble bipolaire, de même que la présence d'un traumatisme crânien ou d'un traumatisme de naissance, de trouble des conduites, du syndrome de Cornelia de Lange, du syndrome d'alcoolisation fœtale, du syndrome de l'X fragile, de dyslexie, du syndrome de Fahr, de l'hyperlexie, de la leucodystrophie, de la sclérose en plaques et du syndrome triple X. Les personnes surdouées présentent aussi quelques traits communs avec les Asperger, bien qu'elles n'aient pas de déficits dans la cognition sociale.

## Différences dans les critères
Le diagnostic du syndrome d'Asperger est complexifié par l'utilisation de plusieurs instruments de dépistage différents,. En plus du DSM-IV et les critères CIM-10, d'autres ensembles de critères diagnostiques pour le SA sont ceux de Szatmari et al. et de Gillberg.
| Critères diagnostiques partiels du syndrome d'Asperger Adapté de Mattila et al. Vide = non défini dans les critères Différences substantielles entre les critères énumérés : toutes les sous-sections de critères ne sont pas incluses |          |          |          |          |
| | DSM-IV   | CIM-10   | Gillberg | Szatmari |
| Retard de langage | Non      | Non      | Possible |          |
| Retard du développement cognitif | Non      | Non      |          |          |
| Retard dans l'autonomie | Non      | Non      |          |          |
| Déficit des rapports sociaux | Oui      | Oui      | Oui      | Oui      |
| – Déficit de communication non-verbale | Possible | Possible | Oui      | Oui      |
| – Impossibilité à nouer des amitiés avec les pairs | Possible | Possible | Possible | Oui      |
| Comportement répétitif, stéréotypies | Oui      | Oui      | Oui      |          |
| – Intérêt anormalement intense | Possible | Possible | Oui      |          |
| – Routines et rituels | Possible | Possible | Oui      |          |
| Utilisation atypique du langage |          |          | Oui      | Oui      |
| Maladresse physique |          | Possible | Oui      |          |
| Compétence spécifique isolée |          | Fréquent |          |          |
| Altération cliniquement significativea | Oui      |          |          |          |
| Exclusion de tout autre syndrome | Ouib     | Ouic     | Non      | Ouid     |
| a Déficit social, professionnel ou autres domaines importants de fonctionnement b Ne rencontre pas les critères d'un autre trouble envahissant du développement ou d'une schizophrénie c Non attribué au trouble envahissant du développement, au trouble schizotypique, à la schizophrénie, au trouble de l'attachement réactif et désinhibé, au trouble de la personnalité obsessionnelle et aux troubles obsessionnels compulsifs d Ne rencontre pas les critères d'un autre trouble du spectre autistique |          |          |          |          |

En comparaison avec les critères du DSM-IV et du CIM-10, les exigences d'un développement normal du langage et de la cognition ne sont pas mentionnés par Szatmari et al., tandis que le retard de langage est autorisé dans les critères de Gillberg. Szatmari et al. soulignent la solitude, les deux (Gillberg et Szatmari) comprennent l'utilisation atypique du langage et de la langue dans leurs critères. Bien que Szatmari ne mentionne pas les comportements stéréotypés, ils sont requis par le DSM-IV et le CIM-10, et deux sont retenus par Gillberg. Les réponses anormales aux stimuli sensoriels ne sont pas mentionnées dans ces critères de diagnostic, bien qu'ils soient associés au syndrome d'Asperger. Le DSM-IV et le CIM-10 excluent les difficultés de la parole et du langage, ces définitions excluent donc certains cas originaux décrits par Hans Asperger. Selon un chercheur, la majorité des individus Asperger présente des symptômes d'anomalie de la parole et du langage. Le DSM-IV dit que « l'apparition de retards cliniquement significatifs dans la langue ne signifie pas que les personnes ayant le syndrome d'Asperger n'ont aucun problème avec la communication » (American Psychiatric Association, 2000, p. 80). Les critères de Gillberg sont considérés comme étant les plus proches de la description originelle du syndrome par H. Asperger, l'agression et la prosodie anormale mentionnés par d'autres auteurs pour définir les patients d'H. Asperger ne sont mentionnés dans aucun critère,,.
Les critères diagnostiques DSM-IV et CIM-10 ont été critiqués car trop vagues et imprécis pour permettre de diagnostiquer les adultes, trop étroits (en particulier par rapport à la description originale de Hans Asperger), et vagues. Une vaste étude menée en 2007 pour comparer les quatre séries de critères indiquent un « énorme besoin de reconsidérer les critères de diagnostic du syndrome d'Asperger ». L'étude a révélé un chevauchement complet dans tous les ensembles de critères diagnostiques de la dépréciation de l'interaction sociale, à l'exception de quatre cas non diagnostiqués par Szatmari et al. en raison de l'accent mis sur la solitude sociale. Le manque de chevauchement est le plus fort dans le retard de langage et les exigences de troubles de la parole relevés par Gillberg, et les exigences relatives à Szatmari DSM-IV et CIM-10, et dans les différentes exigences concernant les retards généraux.
Une étude réalisée en 2008 sur des enfants avec un diagnostic provisoire de syndrome d'Asperger a trouvé une mauvaise entente entre les quatre ensembles de critères, le chevauchement étant de seulement 39 %. En 2007, Szatmari et al. a proposé un nouveau système de classification des TSA basé sur les traits familiaux trouvés par épidémiologie génétique.

## Outils d'évaluation
L'échelle de Gilliam (Gilliam Asperger's disorder scale, GADS) est un outil diagnostic évaluant le comportement, qui peut être employé individuellement ou par des professionnels. Il est communément employé par les psychologues,,,. Elle compte 32 critères diagnostics, divisés en 4 catégories : interactions sociales, comportement restreint, comportement cognitif et une catégorie optionnelle : développement précoce. Le score obtenu dans chacune de ces catégories donne le quotient de syndrome d'Asperger (Asperger's disorder quotient). Ce test prend une dizaine de minutes. L'échelle est disponible dans une version pour les parents et les enseignants. Elle a l'avantage de fournir un outil simple à gérer.

## Différenciation avec l'autisme de haut niveau
La distinction entre le syndrome d'Asperger et d'autres formes de TSA est dans une certaine mesure un artefact de la façon dont l'autisme a été découvert. Bien que les personnes atteintes du syndrome d'Asperger aient tendance à être plus performantes sur le plan cognitif que celles autistes, la mesure du chevauchement entre le syndrome d'Asperger et l'autisme à haut niveau de fonctionnement est incertaine,. Dans l'ensemble, relativement peu de différences sont signalées entre le syndrome d'Asperger et l'autisme sur les paramètres liés à la causalité. Une hypothèse standard serait que le syndrome d'Asperger et l'autisme aient une cause commune, et soient des expressions variables du même trouble sous-jacent. Dans un bon nombre de cas, il se révèle difficile de trancher entre l'autisme à haut niveau de fonctionnement et le syndrome d'Asperger (ceci est par exemple le cas du conférencier et auteur de livres sur le syndrome d'Asperger, Stephen Shore). Les critères de distinction entre l'autisme à haut niveau de fonctionnement et le syndrome d'Asperger pourraient être :
- un Asperger ne connaît pas de retard du langage, ce qui est le cas dans l'autisme à haut niveau de fonctionnement. Il connaît moins de difficultés d'utilisation du langage et de compréhension verbale qu'un autiste à haut niveau de fonctionnement[26] ;
- un Asperger présente un QI verbal supérieur au QI performance, à l'inverse d'un autiste à haut niveau de fonctionnement ;
- un Asperger éprouve davantage de difficultés dans la coordination motrice qu'un autiste à haut niveau de fonctionnement[26] ;
- un autiste à haut niveau de fonctionnement s'améliore après l'âge de quatre ans, alors que c'est après cet âge que les symptômes d'un Asperger deviennent visibles[43] ;
- un individu atteint du syndrome d'Asperger souffrirait globalement moins de difficultés dans les interactions sociales ;
- le syndrome d'Asperger s'accompagne souvent de traits plus marqués tels que l'hypersensibilité à certains bruits ou aliments, dysgraphie, élocution très particulière (ton de la voix, prosodie, tendance au langage très formalisé même chez les enfants), propension aux routines répétitives et maladresse physique ;

En 2008, un examen des études de classification a permis de constater que les résultats ne supportent largement pas les différences entre les diagnostics, et que les caractéristiques les plus saillantes sont venues des caractérisations de QI. Le classement actuel des TSA peut ne pas refléter la vraie nature des conditions. Une réunion d'experts lors d'une conférence de planification de la recherche sur l'autisme en 2008 a permis de noter des problèmes avec la classification des syndromes d'Asperger comme sous-groupe distinct des TSA, deux des trois groupes de travail ont recommandé d'éliminer le syndrome d'Asperger comme diagnostic séparé.
Un profil neuropsychologique a été proposé pour le SA, s'il se vérifie, il pourrait différencier le SA de l'autisme à haut niveau de fonctionnement dans un diagnostic différentiel. Par rapport aux autistes à haut niveau de fonctionnement, les gens présentant un syndrome d'Asperger ont des déficits dans les compétences non verbales telles que la résolution de problèmes visio-spatiaux et la coordination visio-motrice, avec des capacités verbales fortes,.
Plusieurs études ont permis de dégager un profil neuropsychologique des actifs et des déficits compatibles avec un trouble d'apprentissage non verbal, mais plusieurs autres études ont échoué à reproduire cela. La recherche n'a pas révélé des résultats cohérents des « faiblesses non verbales » ou de l'augmentation des problèmes spatiaux ou moteurs par rapport à des personnes avec autisme à haut niveau de fonctionnement, ce qui conduit certains chercheurs à affirmer que l'augmentation de la capacité cognitive est attestée dans le syndrome d'Asperger par rapport à l'autisme à haut niveau de fonctionnement, indépendamment des différences de capacité verbale et non verbale.